# میستی می ترینور

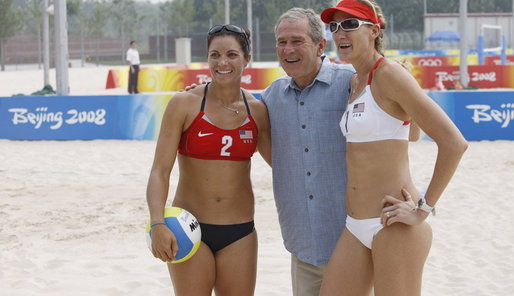
به همراه کری والش و جرج دابلیو بوش

میستی می-ترینور (به انگلیسی: Misty May-Treanor) بازیکن و مربی والیبال اهل ایالات متحده آمریکا است. وی در بین سال‌های ‎۲۰۰۴ تا ۲۰۱۲ میلادی در مسابقات بازی‌های المپیک تابستانی در مجموع ۳ مدال طلا را کسب کرد.